# Steleocerellus maltha
Steleocerellus maltha är en tvåvingeart som först beskrevs av Seguy 1957.  Steleocerellus maltha ingår i släktet Steleocerellus och familjen fritflugor.
Artens utbredningsområde är Guinea. Inga underarter finns listade i Catalogue of Life.